# آندره‌آ بندوالد
آندره‌آ بندوالد (به انگلیسی: Andrea Bendewald) (زاده ۴ مارس ۱۹۷۰) بازیگر آمریکایی است.
از فیلم‌های معروف او می‌توان به بازی در فیلم تصویر کامل، یک شب در مک‌کول، کارمند ماه و خط صورتی نازک اشاره کرد.